# Богаевский, Константин Фёдорович
Константи́н Фёдорович Богае́вский (12 [24] января 1872, Феодосия, Таврическая губерния — 17 февраля 1943, Феодосия, Крымская АССР) — русский и советский живописец-пейзажист из Феодосии, условно относимый к киммерийской школе. Синтезировал традиции символизма, искусства кватроченто и героического пейзажа XVII века. Стержневая тема его творчества — древняя Киммерия, с её величественными горами, складками холмов, античными городами и заливающим пейзажи ослепительным солнцем. Заслуженный деятель искусств РСФСР (1933).

## Биография
Родился в семье мелкого служащего феодосийской городской управы. В 1880 году поступил в классическую гимназию, а с 1881 года воспитывался в семье феодосийского фабриканта Ивана Егоровича Шмита.

Учился рисовать сначала в Феодосии у Адольфа Фесслера, в мастерской Ивана Константиновича Айвазовского, но безуспешно. После этого поступил в Петербургскую Академию художеств вольнослушателем, учился с 1891 по 1895 год в мастерской Архипа Ивановича Куинджи. В 1890 году ездил на этюды на Волгу, в 1895 в вместе с Куинджи и его учениками в Крым, в Ненели-Чукур (в 9 километрах от Симеиза), 1897 вместе с Куинджи и его учениками в Германию, Францию и Австрию. Там познакомился с современным европейским искусством. Наибольшее впечатление, по свидетельствам, на Богаевского произвели произведения художников Сецессиона в Вене, а также Арнольда Бёклина.

Могила Константина Богаевского на Старом кладбище Феодосии.

Начиная с 1900 года Богаевский выставляется, сначала в Петербурге, затем в Венеции, Мюнхене (Сецессион), Париже и Москве. В 1904 году вступил в Новое общество художников, затем был призван на военную службу, служил в Керченской крепости, в 1906 году демобилизовался и женился на Жозефине Густавовне Дуранте. В этом же году Богаевский построил в Феодосии мастерскую, в которой потом работал до конца жизни.
В 1906 году Богаевский участвовал в выставке Exposition del Art Russe, устроенной Сергеем Дягилевым в Париже при Salon d’Automne. В 1908 году путешествовал по Германии, в 1909 по Италии и Греции, знакомился с искусством старых мастеров. В 1910 году избран членом Московского Товарищества Художников. В том же году вышла книга стихов Максимилиана Волошина «Годы странствий», проиллюстрирована рисунками Богаевского.

Могила Ж. Г. Богаевской 2018 г. Немецкое кладбище, г. Москва

В 1911—1914 годах участвовал в выставках «Мира искусства». В 1912 году выполнил самую известную свою работу — три панно для особняка М. П. Рябушинского в Москве. В 1914 году снова был призван в армию, служил около Севастополя, демобилизован в 1918 году. После революции остался в Феодосии, по-прежнему участвовал в художественных выставках.
В 1923 году Богаевский работал над панно для сельскохозяйственной выставки в Москве. В 1933 году получил звание заслуженного деятеля искусств РСФСР. В 1936—1939 году работал в Тарусе.
В ноябре 1941 году он оказался в оккупации. Погиб в феврале 1943 году при бомбардировке оккупированной немцами Феодосии советской авиацией находясь на продовольственном рынке. Осколком ему оторвало голову.
Похоронен в Феодосии на городском кладбище (старом). «Хоронили его из дому. Собралось много народу: местные художники, ученики художественной школы — все, кто был или мечтал стать причастным к искусству. Гроб опустили в могилу Ивана Егоровича и Софьи Антоновны Шмитт, людей, воспитавших художника. „Константин Федорович Богаевский. Родился 24 января 1872 г., погиб от бомбы 17 февраля 1943 г.“ — написано на памятнике».
По свидетельствам современников, Богаевский был замкнутым, добросовестным, мирным и чрезвычайно наивным человеком. Ближайшие друзья — художник Константин Кандауров и поэт Максимилиан Волошин.
Брак Богаевского с Жозефиной Густавовной Дуранте (1877—1969) оказался бездетным.

## Творчество

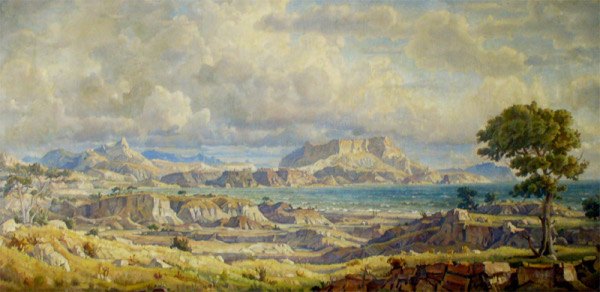
Южный берег Крыма. Киммерия (Героический пейзаж). 1937. Сочинский художественный музей им. Д.Д, Жилинского

В 1902—1903 годах художник создал серию картин по мотивам хорошо ему знакомых крымских пейзажей («Старый Крым», «Древняя крепость») . После этого он долгое время писал пейзажи, не привязанные к конкретным местам, в которых заметно влияние Бёклина и Климта. Они характерны совершенно особым освещением, происходящим из нескольких цветовых пятен, и экспрессивным небом («Последние лучи»). Эти черты не получили никакого продолжения в русской живописи; кроме Климта, параллели в западноевропейской живописи неожиданно находятся у Джованни Сегантини. Очень характерны для этого периода Богаевского солнце с расходящимися лучами и меловые скалы. Под влиянием Волошина Богаевский пишет так называемый «Киммерийский цикл» картин. «В своих композициях я пытаюсь передать образ этой Земли — величавый и прекрасный, торжественный и грустный. Этот пейзаж, насыщенный большим историческим прошлым, со своеобразным ритмом гор, напряженными складками холмов, носящий несколько суровый характер, служит для меня неисчерпаемым источником…» — писал Богаевский.

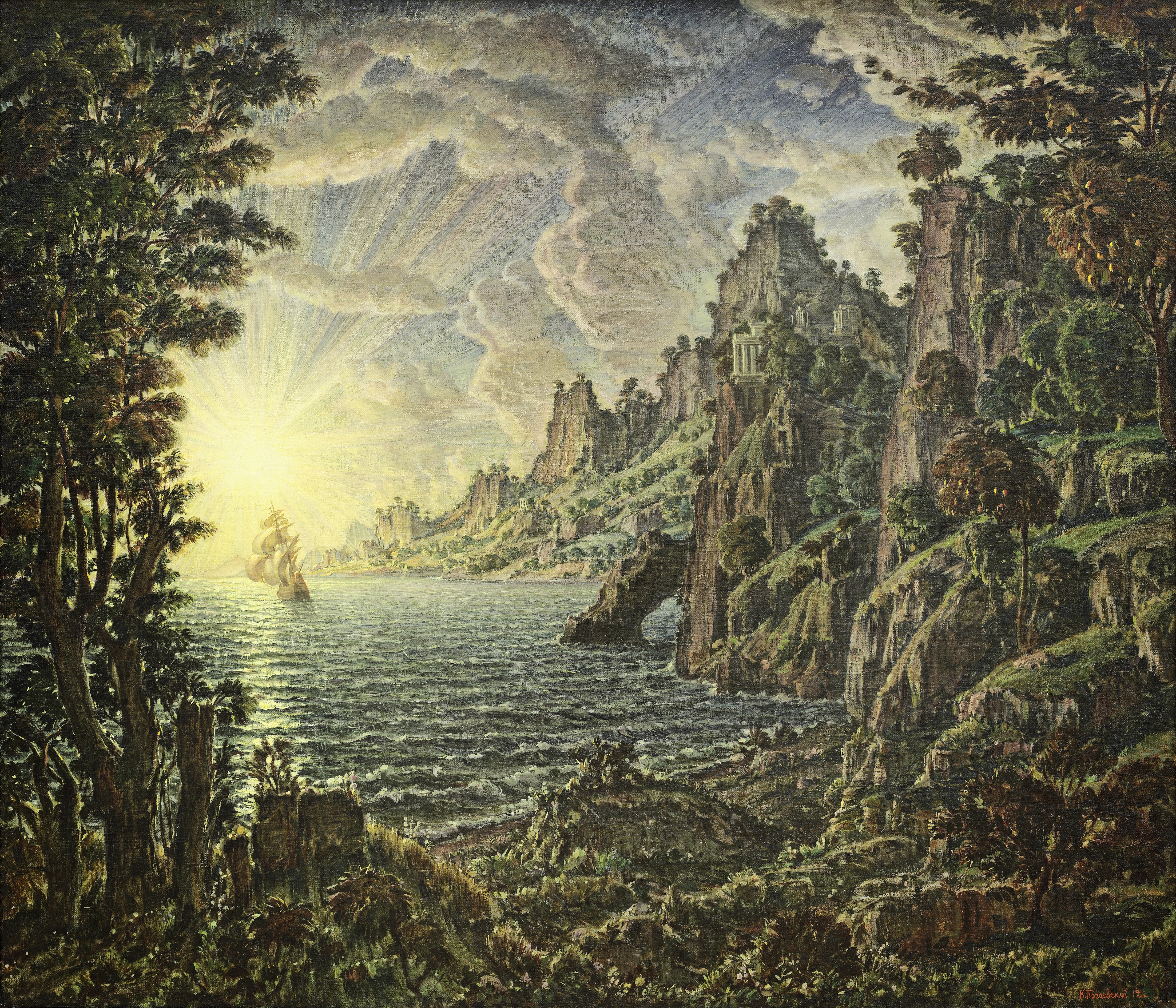
Корабли. Вечернее солнце. 1912. Государственный Русский Музей

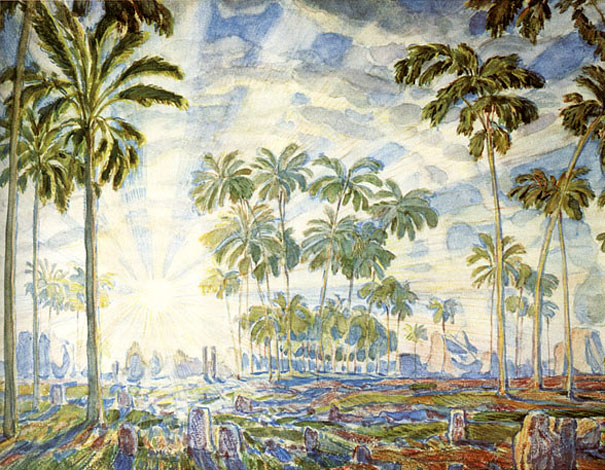
Пальмы, 1908, Севастопольский художественный музей

С 1906 года, после долгой изоляции на военной службе в Керчи, в творчестве Богаевского появляются философские мотивы, связанные с одиночеством и малостью человека («Звезда Полынь», «Солнце», «Генуэзская крепость»). Как известно, стихотворение Волошина «Полынь» посвящено Богаевскому. Гармония снова появляется в 1907 и 1908 годах («Южная страна. Пещерный город»).
После путешествия в Европу, начиная с 1910 года, Богаевский пишет классические пейзажи, явно под впечатлением от немецких (Дюрер, Альтдорфер) и итальянских (Мантенья) мастеров эпохи Возрождения, а также несомненным влиянием Клода Лоррена, у которого Богаевский (как раньше Тернер) позаимствовал идею освещения («Воспоминание о Мантенье», «Итальянский пейзаж», «Классический пейзаж», «Киммерийская область», «Корабли»). В 1912 году по заказу Рябушинского Богаевский выполнил три панно для его московского особняка.
Те же мотивы прослеживаются и в произведениях Богаевского 1920-х и 1930-х годов («Феодосия», «Крымский пейзаж», «Старая гавань», «Вечер у моря»). В это время художник пробовал обращаться к теме индустриального строительства («Днепрострой», «Порт воображаемого города») с явным намерением создать художественный образ города будущего.
Творческое наследие Богаевского наиболее полно представлено в следующих музеях: Государственная Третьяковская галерея, Государственный Русский музей, Феодосийская картинная галерея, Севастопольский художественный музей, Симферопольский художественный музей, Сочинский художественный музей.

### Список основных произведений

#### Живопись
| Год создания | Название                                  | Материал, размер                                                              | Где находится                                                       |
| ------------ | ----------------------------------------- | ----------------------------------------------------------------------------- | ------------------------------------------------------------------- |
| 1902         | Старый Крым                               | Холст, масло. 100 Х 135                                                       | Государственный Русский музей                                       |
| 1903         | Пустыня. Сказка                           | Холст, масло. 69 X 194                                                        | Государственная Третьяковская галерея                               |
| 1903         | Последние лучи                            | Холст, масло. 98,5 X 135,5                                                    | Севастопольский художественный музей                                |
| 1904         | Пустынная страна                          | Холст, масло. 96 X 180                                                        | Государственный музей изобразительных искусств Республики Татарстан |
| 1905         | В Коктебеле. Дом Волошина                 | Холст, масло. 51 Х 84                                                         | Феодосийская картинная галерея им. И. К. Айвазовского               |
| 1906         | Солнце                                    | Холст, масло. 111 Х 138                                                       | Вологодская областная картинная галерея                             |
| 1906         | Утро. Розовый гобелен                     | Холст, масло. 112 Х 139                                                       | Государственный Русский музей                                       |
| 1907         | Генуэзская крепость                       | Холст, масло. 80 Х 173                                                        | Пермская государственная художественная галерея                     |
| 1907         | Жертвенники                               | Холст, масло. 143,5 Х 168,5                                                   | Ярославский художественный музей                                    |
| 1907         | Берег моря                                | Холст, масло. 141 Х 156                                                       | Государственная Третьяковская галерея                               |
| 1908         | Южная страна. Пещерный город              | Холст, масло. 143 Х 179                                                       | Севастопольский художественный музей                                |
| 1910         | Классический пейзаж                       | Холст, масло. 120 Х 142                                                       | Государственный Русский музей                                       |
| 1910         | Воспоминание о Мантенье                   | Холст, масло. 109 Х 171                                                       | Государственная Третьяковская галерея                               |
| 1911         | Гора св. Георгия                          | Холст, масло. 135 Х 179                                                       | Государственный музей изобразительных искусств Республики Татарстан |
| 1912         | Корабли. Вечернее Солнце.                 | Холст, масло. 133 Х 155                                                       | Государственный Русский музей                                       |
| 1912         | Три панно для особняка М. П. Рябушинского | Холст, масло. 426,5 Х 371 Холст, масло. 436,5 Х 505 Холст, масло. 436,5 Х 505 | Дом приёмов МИД РФ, Москва                                          |
| 1921         | Феодосия                                  | Холст, масло. 42 Х 72                                                         | Феодосийская картинная галерея им. И. К. Айвазовского               |
| 1925         | Средневековый город                       | Холст, масло. 60 Х 205                                                        | Феодосийская картинная галерея им. И. К. Айвазовского               |
| 1927         | Кафа (Старая Феодосия)                    | Холст, масло. 100 Х 144                                                       | Государственная Третьяковская галерея                               |
| 1930         | Горный пейзаж                             | Холст, масло. 100 Х 134                                                       | Краснодарский краевой художественный музей им. Ф. А. Коваленко      |
| 1930         | Днепрострой                               | Холст, масло. 75 Х 202                                                        | Государственная Третьяковская галерея                               |
| 1931         | Старая гавань                             | Холст, масло. 71 Х 196                                                        | Симферопольский художественный музей                                |
| 1931         | Нефтепромыслы                             | Холст, масло. 145 Х 178                                                       | Государственный Русский музей                                       |
| 1931         | Строим гигант                             | Холст, масло. 102 Х 208                                                       | Государственный центральный музей современной истории России        |
| 1932         | Город будущего                            | Холст, масло. 107 Х 134                                                       | Государственный музей изобразительных искусств Республики Татарстан |
| 1932         | Биби-Эйлат                                | Холст, масло. 125 Х 170                                                       | Симферопольский художественный музей                                |
| 1932         | Порт воображаемого города                 | Холст, масло. 127 Х 136                                                       | Симферопольский художественный музей                                |
| 1936         | Азовсталь                                 | Холст, масло. 132 Х 296,5                                                     | Астраханская картинная галерея им. П. М. Догадина                   |
| 1937         | Южный берег Крыма (Героический пейзаж)    | Холст, масло. 205 Х 420                                                       | Сочинский художественный музей им. Д.Д. Жилинского                  |
| 1937         | Планерная бухта                           | Холст, масло. 94 Х 133                                                        | Феодосийская картинная галерея им. И. К. Айвазовского               |
| 1937         | Тавроскифия                               | Холст, масло. 99,5 Х 251                                                      | Феодосийская картинная галерея им. И. К. Айвазовского               |
| 1938         | Старые башни                              | Холст, масло. 126 Х 176                                                       | Николаевский художественный музей им. В. В. Верещагина              |
| 1939         | Над Окой                                  | Холст, масло. 75 Х 205                                                        | Нижне-Тагильский музей изобразительных искусств                     |
| 1940         | Подмосковный пейзаж                       | Холст, масло. 75 Х 164                                                        | Феодосийская картинная галерея им. И. К. Айвазовского               |
| 1940         | Горный пейзаж                             | Холст, масло. 125 Х 155                                                       | Симферопольский художественный музей                                |
| 1941         | Вечер у моря                              | Холст, масло. 137 Х 177                                                       | Симферопольский художественный музей                                |

#### Тиражная графика
| Год  | Название                                                    | Место издания                       |
| ---- | ----------------------------------------------------------- | ----------------------------------- |
| 1910 | Иллюстрации к книге стихов М. А. Волошина «Годы странствий» | Санкт-Петербург                     |
| 1923 | Альбом автолитографий                                       | М.-Л.: Государственное издательство |

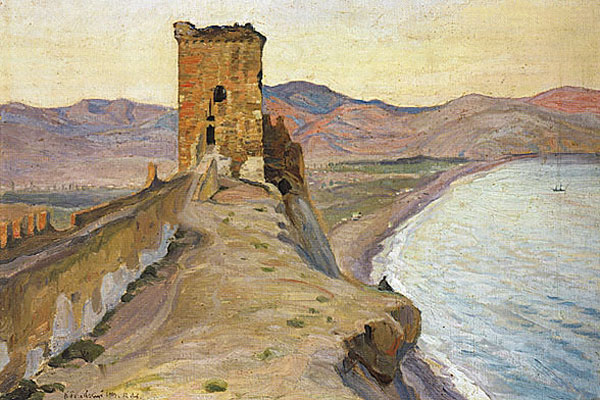
Консульская Башня в Судаке. 1903. Феодосийская картинная галерея имени И.К.Айвазовского
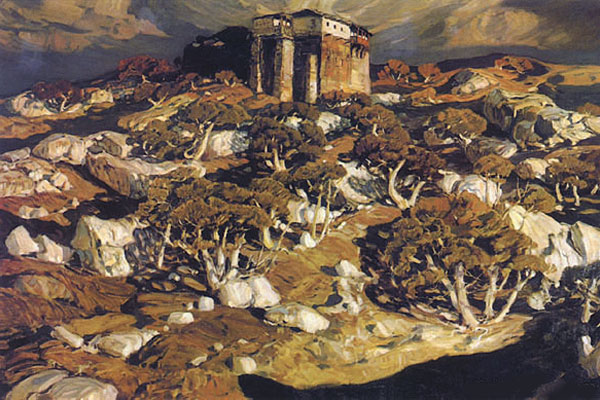
Старый Крым. 1903. Саратовский художественный музей имени А. Н. Радищева
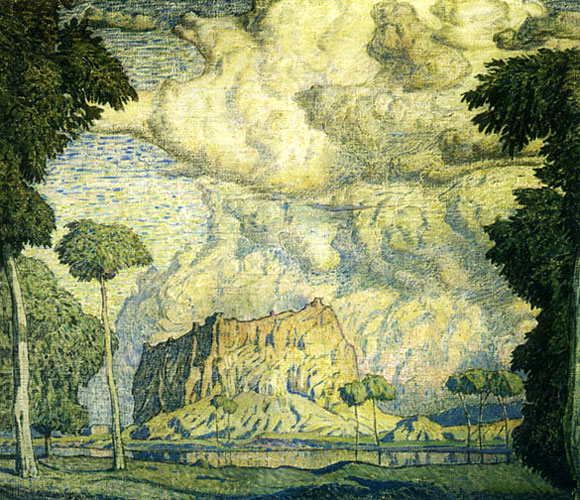
Тропический пейзаж. 1906. Государственный Русский Музей
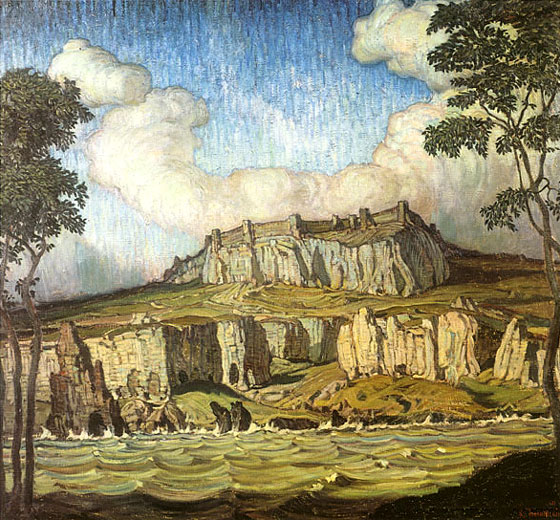
Берег моря. 1907. Государственная Третьяковская Галерея
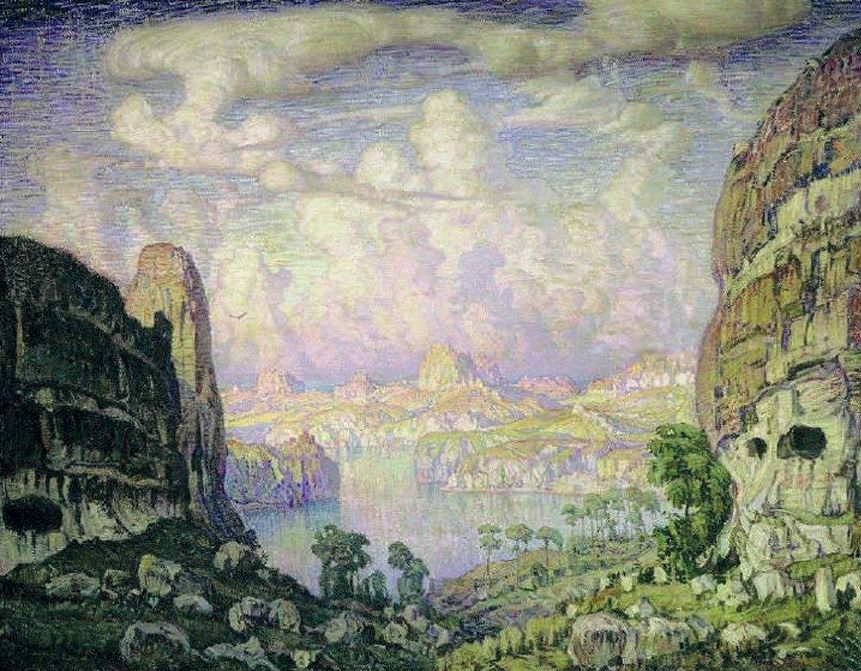
Южная страна. Пещерный город. 1908. Севастопольский художественный музей имени Крошицкого
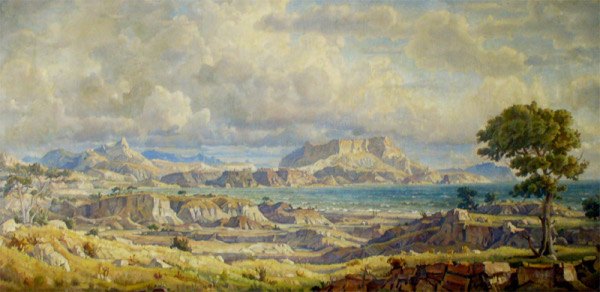
Южный берег Крыма. Киммерия (Героический пейзаж).1937. Сочинский художественный музей
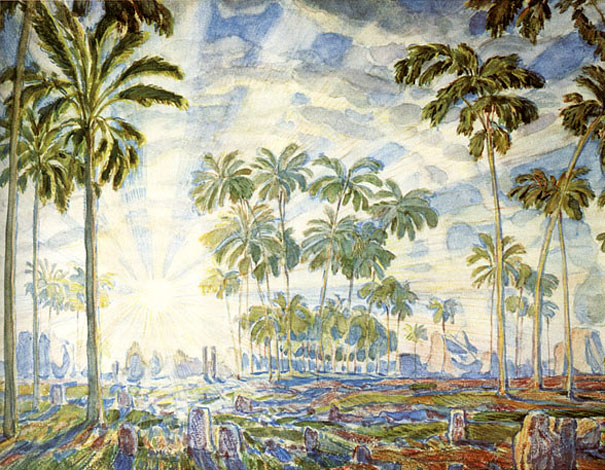
Пальмы. 1908. Севастопольский художественный музей
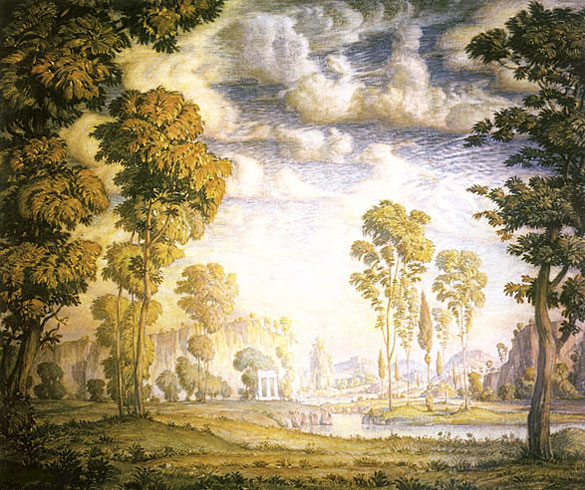
Утро. 1910. Государственная Третьяковская Галерея
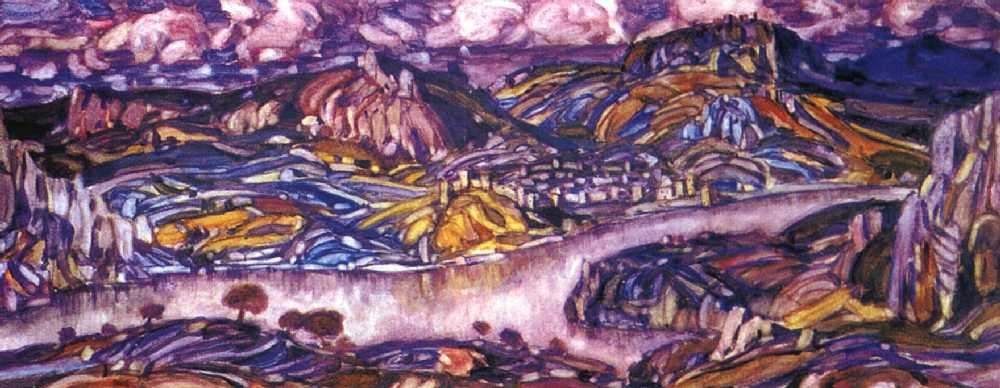
Киммерийские сумерки Акварель. 1911
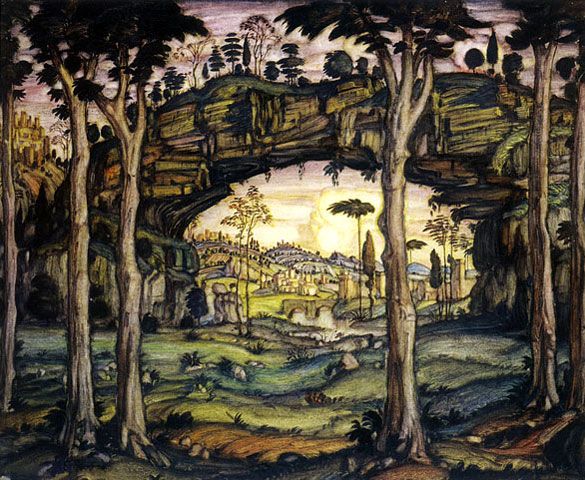
Итальянский пейзаж 1911. Государственная Третьяковская Галерея

## Образ К. Ф. Богаевского в литературе и искусстве

### Стихи
Оболенская Ю. Л. К. Ф. Богаевскому,1913
Волошин М. А. Другу, 1915

### Проза
Паустовский К. Г. Чёрное море, 1935
Рылов А. Воспоминания. — Л.: Художник РСФСР, 1960.

### Кино
Цена возврата, Арменфильм, 1983. (реж. Григорий Мелик-Авакян, в роли К. Ф. Богаевского — Вацлав Дворжецкий).

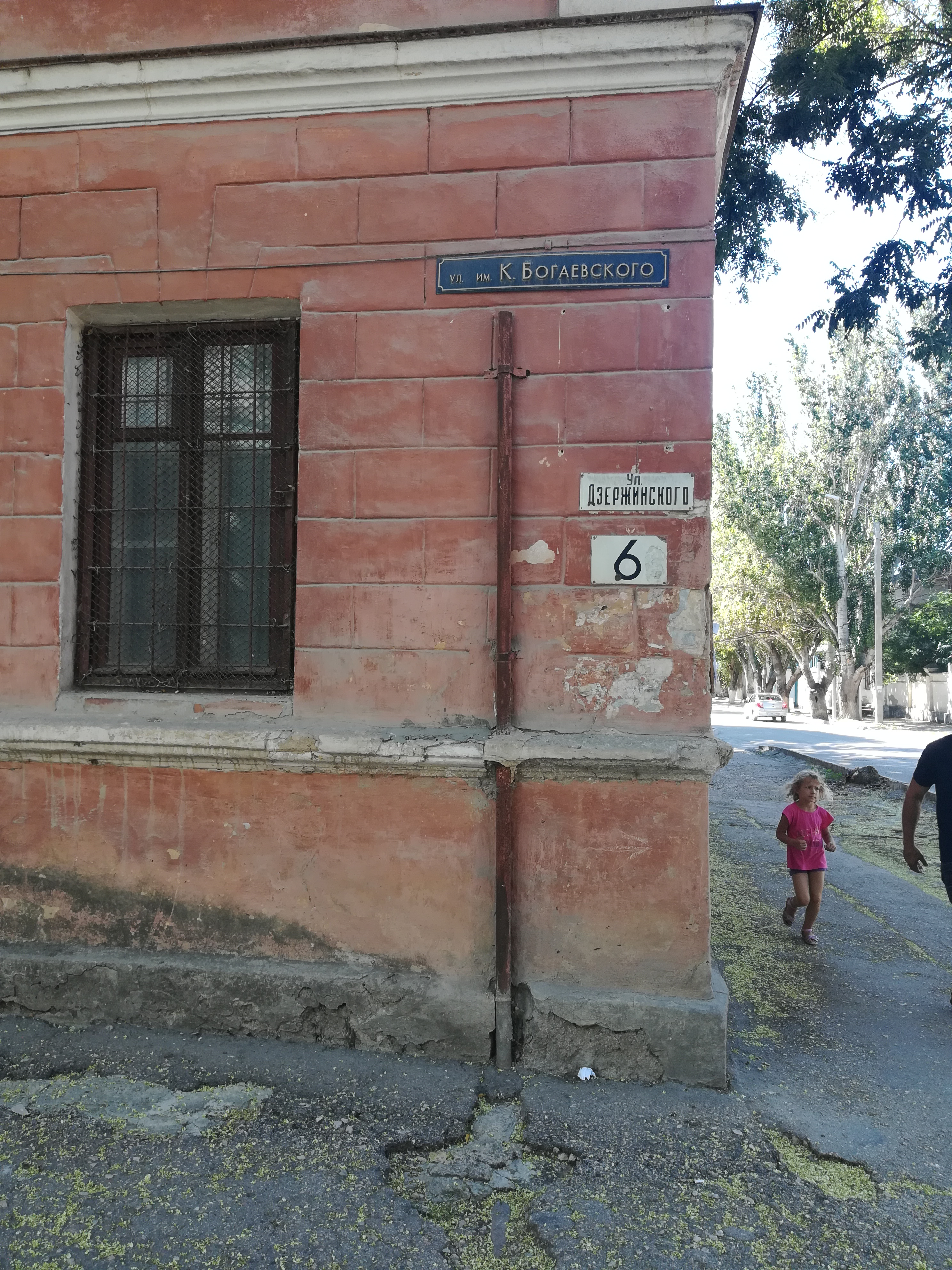
Имя художника носит улица в Феодосии

### Изобразительное искусство
Волошин М. А. Портрет К. Ф. Богаевского, ок. 1907—1910.
Ульянов Н. П. Портрет К. Ф. Богаевского, 1912.
Остроумова-Лебедева А. П. Портрет К. Ф. Богаевского, 1924.
Лобанов С. И. Портрет К. Ф. Богаевского, 1926.
Барсамов Н. С. Портрет К. Ф. Богаевского, 1940.
Барсамов Н. С. Мастерская К. Ф. Богаевского, 1940.

## Признание в родном городе
Константин Федорович получил звание заслуженного деятеля искусств РСФСР ещё в 1933 году, однако до сих пор не создано ни его музея, ни полноценной экспозиции работ, большая часть их хранится в запасниках картинной Галереи Айвазовского и фондах краеведческого музея Феодосии. Феодосийцами поднимается вопрос о присвоении Константину Федоровичу звания «Почётный гражданин города Феодосии». Главным инициатором выступает Почётный гражданин города А. А. Касаткина, близко знавшая жену художника Ж. Г. Богаевскую.